# Slaget ved Barry
Slaget ved Barry er et legendarisk slag, hvor skoterne angiveligt ledet af Malcolm 2. af Skotland besejrede en vikingehær fra Danmark, som invaderede i 1010. Slaget skulle angiveligt være foregået i Carnoustie, Angus, og stedet er markeret på tidligere Ordnance Survey-kort.
Slagets historie baseres meget på tradition, og den betragtes som apokryfisk. Slaget har navn efter sognet Barry, og ikke landsbyen, og man mente tidligere at det var foregået ved af flodløbet Lochtys udmunding i nærheden af området, hvor Carnoustie High Street nu ligger.
Den første nedskrevne kilde til slaget var den skotske historiker Hector Boece, der beskrev det i 1536.
Slaget er ikke historisk underbygget, men dets romantiske appel bliver fortsat brugt, og nogle historier om området omtaler fejlagtigt slaget som fakta.